# Gustav Krahmer
Gustav Krahmer, född 1839, död 1905, var en tysk general och skriftställare.
Krahmer blev 1861 officer vid ett infanteriregemente, deltog i fälttåget i västra Tyskland 1866, tillhörde 1871-88 Generalstaben samt blev 1888 regementschef och 1892 generalmajor och brigadchef. År 1893 tog han avsked.
Bland Krahmers arbeten, som omfattar huvudsakligen ryska förhållanden, kan nämnas Geschichte der Entwickelung des russischen Heeres von der Thronbesteigung des Kaisers Nicolai I. bis auf neuere Zeit (1896-97), Kritische Rückblicke auf den russisch-türkischen Krieg 1877-78 (bearbetning av Aleksej Kuropatkins "Lovtscha, Plevna und Schainova", 1885-90) samt det gedigna arbetet Russland in Asien (sju delar, 1898-1904).